# Veemgericht

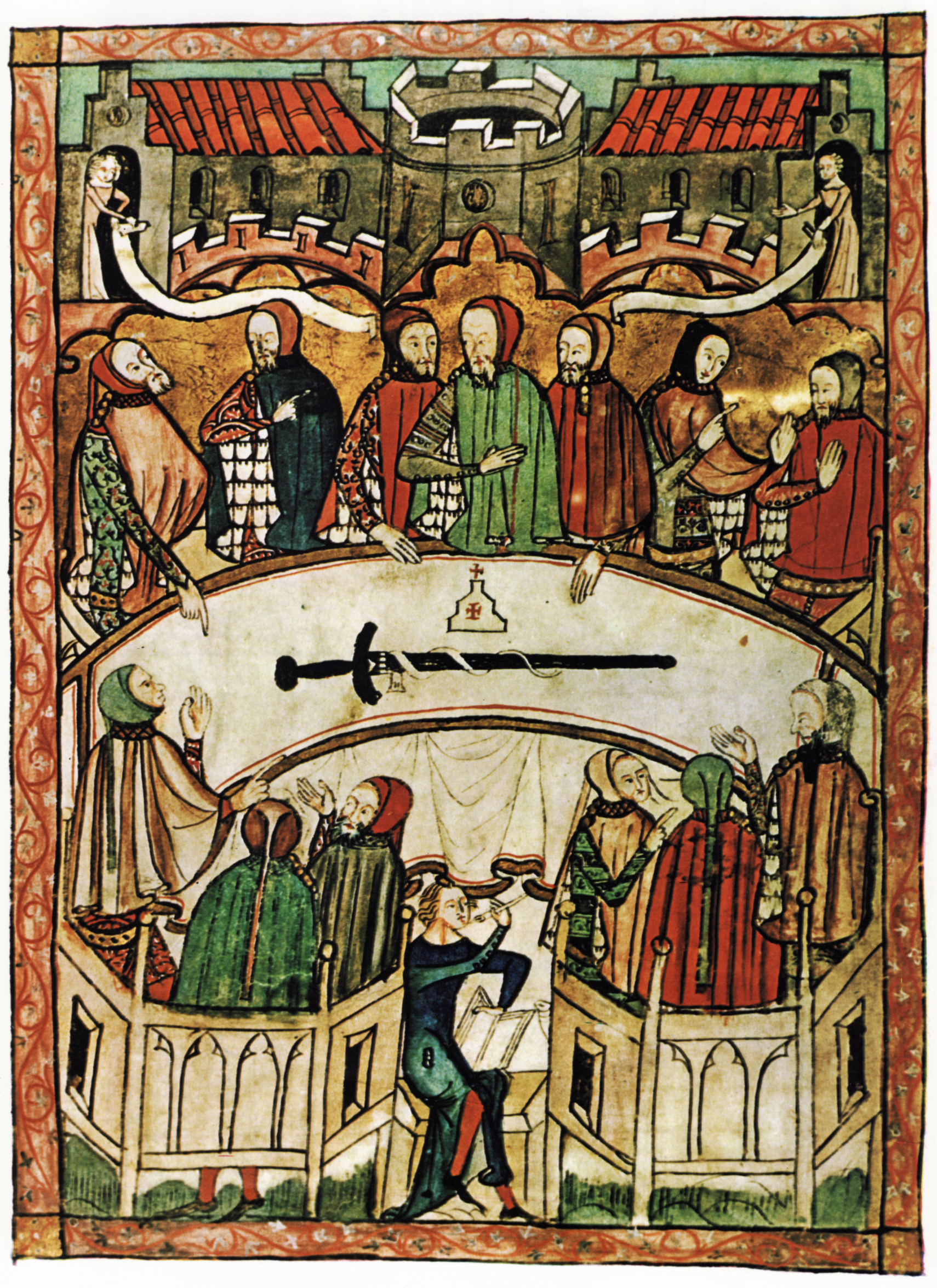
Veemgericht, afbeelding uit het Herforder Rechtsbuch (ca. 1375)

Een veemgericht (ook veemgerecht komt vaak voor; veem is Nedersaksisch voor “straf”) was een Westfaalse rechtbank die de hoge jurisdictie bezat (dus doodvonnissen kon uitspreken in strafzaken) en die haar rechtsmacht direct aan het keizerlijke gezag ontleende. De zittingen waren (soms) besloten, zodat men ook wel van het 'heimelijke' gerecht sprak. In de zestiende eeuw hadden de veemgerichten hun betekenis verloren. In later eeuwen gebruikt men de term veemgericht vooral voor geheime 'rechtbanken' die gericht zijn op het elimineren van onwelgevallige tegenstanders.

## Westfaalse veemgerichten
Een vrijgraaf kreeg de rechtsmacht. Deze vrijgraaf, een ambtelijke, geen adellijke titel, en een aantal vrije veemschepenen of bijzitters oordelen over de aanklacht, na dagvaarding van de verdachte. Als een verdachte niet voor het Westfaalse veemgericht verscheen leidde dit automatisch tot een vonnis van verbanning.
Het Westfaalse veemgericht zou zijn opgetreden wanneer men moest vrezen dat een bevoorrecht persoon niet voor een reguliere rechtbank kon worden gebracht, en zo in een lacune in de rechtspleging hebben voorzien.
Ook in Oost-Nederland hebben veemgerichten bestaan. In 1451 zou een veemgericht een aantal burgers van Zutphen verwonnen, verveemd, echtloos, rechtloos en eerloos hebben verklaard. Een dergelijk vonnis komt overeen met de burgerlijke dood.
In de Achterhoek was op het Walfort een veemgericht gevestigd. Een beruchte vrijgraaf was Berend de Dücker, burgemeester van Bocholt. Deze was gevreesd want zijn veroordelingen eindigden vaak met de dood. De veroordeelde werd aan een strop van wilgentenen gehangen door drie anonieme veemschepenen. De Ducker zat het veemgericht 61 jaar lang voor. Hij wordt aangehaald in het Achterhoeks gezegde "Den Duker zal ow halen".
De veemgerichten ondergroeven het monopolie van de wereldlijke overheden op strafrechtpleging. Omdat de burger in een onduidelijke rechtstoestand terechtkwam verbood de hertog van Gelre zijn onderdanen gevolg te geven aan een dagvaarding voor het veemgericht.

## Romantisering
In de 19e eeuw werd het veemgericht geromantiseerd. Heinrich von Kleist beschrijft in zijn toneelstuk "Das Käthchen von Heilbronn oder Die Feuerprobe" hoe een smid uit het niet-Westfaalse Heilbronn een veemgericht laat oordelen over de edelman, graaf Friedrich Wetter vom Strahl, die zijn dochter zou hebben verleid en vervolgens zou hebben verlaten. Het verhaal werd door v. Kleist verzonnen en is niet op historische gebeurtenissen gebaseerd.
In latere eeuwen kreeg de term veemgericht het karakter van een soort geheim genootschap dat niet officieel bevoegd is, in het verborgene werkt en zijn (dood)vonnissen in het geheim ten uitvoer legt. In deze betekenis vonden 'veemgerichten' onder meer plaats in het Beieren van de jaren 1920 (waar zelfs de schijn van rechtspraak niet werd opgehouden) en in het 'Friese veemgericht' tijdens de Tweede Wereldoorlog.

### Het veemgericht in de Tweede Wereldoorlog
In het door Duitsland bezette Friesland kwam in de herfst van 1943 een 'veemgerecht' bijeen. Het bestond uit drie Nederlandse rechters uit de rechtbank van Leeuwarden die door de Duitse bezetter uit hun ambt waren gezet. Het oordeelde op basis van een aanklacht door het verzet. Het verzet wilde hiermee juridisch, zoveel als onder deze gevaarlijke omstandigheden mogelijk was, verantwoord handelen ten opzichte van mensen van wie men dacht te weten dat ze verraders waren. Het veemgericht werd in 1943 ingesteld door Anno Houwing naar aanleiding van enkele wilde liquidaties door het verzet. Het veemgericht heeft minstens elf doodvonnissen uitgesproken.
Waarschijnlijk hebben de rechters van het veemgericht nooit samen vergaderd, maar zorgde Houwing voor het aandragen van feiten en was hij de overbrenger van vonnissen. De rechters velden die vonnissen individueel, waarna Houwing ze naast elkaar legde. Meestal waren deze vonnissen unaniem ('Ja', 'Nee' of 'Nader onderzoek').
Vijf van deze vonnissen zijn door het verzet uitgevoerd, twee niet. Vier aanslagen zijn mislukt; in drie van de vier gevallen werd de veroordeelde alleen maar verwond, terwijl in plaats van de vierde per ongeluk zijn zoon doodgeschoten is. De vonnissen van het Friese veemgericht zijn na de oorlog nooit bekrachtigd of onderzocht. Een bekende door dit veemgericht ter dood veroordeelde was de studente Esmée van Eeghen, een Amsterdamse verzetsstrijdster die verliefd werd op een Duitse officier. Uiteindelijk werd zij door SD'ers uit het beruchte Groningse Scholtenshuis vermoord.
Het veemgericht kwam niet uitsluitend in Friesland voor. Ook in Drenthe maakte het verzet er gebruik van. Zo durfden twee rechters in september 1944 de verraadster Geessien Bleeker niet ter dood te veroordelen, omdat haar schuld niet met zekerheid kon worden vastgesteld.